# Institut for Retsmedicin ved Aarhus Universitet
Institut for Retsmedicin ved Aarhus Universitet løser opgaver for Statsobducenturet som led i den forskningsbaserede myndighedsbetjening for politikredsene i Østjylland, Sydøstjylland, Nordjylland samt Midt- og Vestjylland. 
Opgaverne er retslægelige obduktioner, findestedsundersøgelser - med tilhørende retslægelige ligsyn og personundersøgelser (klinisk retsmedicin).
De kliniske retsmedicinske undersøgelser, der omfatter undersøgelse af ofre for vold og sædelighedsforbrydelser, uanset alder, samt sigtede i straffesager, finder sted på selve instituttet eller på instituttets regionalafdelinger for klinisk retsmedicin i Herning, Aalborg Kolding og Aarhus.
Afdelingen har endvidere et tæt samarbejde med centrene for voldtægtsofre og Center for Børn udsat for Overgreb (CBO), Aarhus Universitetshospital.
Ved instituttets retskemiske afdeling bliver der lavet retstoksikologiske analyser i urin, blod og levervæv for en lang række lægemidler og misbrugsstoffer. Instituttet betjener politikredsene i Østjylland, Sydøstjylland, Nordjylland og Midt- og Vestjylland med retslægelige obduktioner, retskemiske analyser, findestedsundersøgelser og ligsyn samt personundersøgelser. På instituttet bliver der blandt andet forsket i dødsfald blandt psykisk syge, skader ved alvorlige trafikulykker og overgreb mod børn. 

## Baggrund
Institut for Retsmedicin er et af de fem institutter ved Health, det sundhedsvidenskabelige fakultet ved Aarhus Universitet. Christian Lindholst, lektor, ph.d. i kemi, er leder af Institut for Retsmedicin (2013-). Instituttet medvirkede i 2015 i tv-udsendelsen  "DR2 Indefra" med Anders Agger, som gav et sjældent indblik i retsmedicinernes arbejde.